# Bianca (film 1913)
Bianca è un cortometraggio muto del 1913 diretto da Robert Thornby.

## Produzione
Il film fu prodotto dalla Vitagraph Company of America.

## Distribuzione
Distribuito dalla General Film Company, il film - un cortometraggio in una bobina - uscì nelle sale cinematografiche statunitensi il 30 ottobre 1913.